# Hewlett Packard HP-9825
Hewlett Packard HP-9825 (HP-9825) је био професионални рачунар фирме Хјулит Пакард (Hewlett Packard) који је почео да се производи у Сједињеним Америчким Државама од 1976. године.
Користио је 16-битни HP 5061 као микропроцесор. RAM меморија рачунара је имала капацитет од 8 KB до 32 KB. 
Као оперативни систем кориштен је HP.

## Детаљни подаци
Детаљнији подаци о рачунару HP-9825 су дати у табели испод.
|                       |                                                    |
| [ 1 ]                 |                                                    |
| Произвођач            | Хјулит Пакард                                      |
| Тип                   | професионални рачунар                              |
| Меморија              | 8 до 32 KB                                         |
| Поријекло             | Сједињене Америчке Државе                          |
| Година                | 1976                                               |
| Тастатура             | 98 тастера са 18 функцијских тастера               |
| Процесор              |                                                    |
| Фреквенција процесора | непознато                                          |
| RAM                   | 8 до 32 KB                                         |
| ROM                   | 8 све до 24 KB                                     |
| Текст                 | 32 знакова x 1 линија                              |
| Графика               | нема                                               |
| Боја                  | црвена                                             |
| Звук                  | пиштање преко уграђеног малог звучника             |
| Димензије             | 49,5 (ширина) x 38,4 (дубина) x 13 (висина) / 11,8 |
| Портови               |                                                    |
| Оперативни систем     |                                                    |